# 누리 알말리키

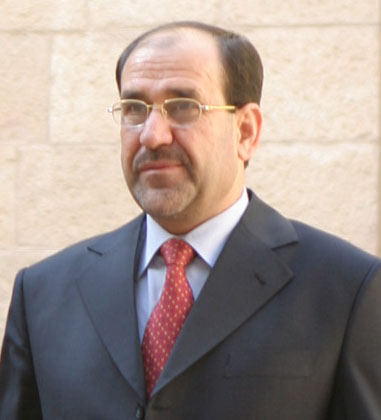
누리 알말리키

누리 카밀 모하메드 하산 알말리키(1950년 6월 20일 ~ )는 이라크의 정치인으로 2006년 5월 20일부터 2014년까지 이라크의 총리였다. 또 그는 이슬람교 시아파 정당인 다와당의 지도자이기도 하다.
2014년 북부 이라크 공세에 따른 국내외 사퇴 압력으로 2014년 8월 14일 차기 총리 후보로 나서지 않겠다는 연설을 발표하였으며, 2014년 9월 8일 하이다르 압바디가 새 내각을 구성하여 총리에 취임하면서 퇴임하였다.

## 같이 보기
- 이라크
- 이슬람 다와당